# Bílý plot (fotografie)
Bílý plot (anglicky The White Fence nebo The White Fence, Port Kent, New York) je černobílá fotografie pořízená americkým fotografem Paulem Strandem v roce 1916. Snímek vyšel v červnu 1917 v časopise Camera Work, jehož editorem byl Alfred Stieglitz, kde byl velmi oceněn, zvláště pro své „abstraktní kvality“. Později byla fotografie zveřejněna jako součást publikace Paul Strand: Portfolio Three (1976–1977).

## Historie a popis
Strand pořídil snímek v Port Kent v New Yorku v roce 1916 a stal se jednou z jeho nejznámějších fotografií v době, kdy s tímto vizuálním médiem prozkoumával novou půdu, posouval se od piktorialistické tradice k tomu, co by bylo považováno za přímou fotografii. Fotografie zachycuje předmět, který byl tehdy považován za nepříliš hodný pozornosti fotografa. Je to detailní velmi ostrý záběr obyčejného bílého laťkového plotu s prázdnou zemí mezi ním a dvěma dřevěnými domy v pozadí, jeden v tmavší barvě vlevo a druhý, bílý, vpravo a ve vzdálenější rovině. Obraz byl stále živým symbolem předměstské Ameriky a také symbolem vlastnictví a vymezení majetku, což odráželo Strandův záměr vytvořit skutečně americký výraz umělecké formy.
Strand později vysvětlil, proč tu fotografii pořídil: „Protože samotný plot mě fascinoval. Bylo to velmi živé, velmi americké a velmi typická součást země.“
Internetová stránka Muzea J. Paula Gettyho uvádí, že „snímek je mocná tour de force výrazného bílého popředí položeného na tmavém podkladu a něco extrémně inovativního v tomto bodě historie fotografie. Autorské dílo čerpá z ideálů moderního umění, využívá formálních vlastností plotu k vytvoření dynamické kompozice, která nevyužívá tradiční perspektivu, ale je velmi zakořeněná v realitě. Existence plotu navíc umožnila fotografovi experimentovat s celým tónovým rozsahem šedé škály, doslova pracovat s rozsahem od čisté bílé po tmavou černou.“

## Kulturní odkazy
Fotografie inspirovala báseň „White Fence/White Fence“ od Roberta Creeleyho, publikovanou v jeho knize Echoes (1994).

## Veřejné sbírky
Tisky této fotografie jsou v několika veřejných sbírkách, včetně Muzea moderního umění v New Yorku, Metropolitního muzea umění v New Yorku, Národní galerie umění ve Washingtonu, DC, Institutu umění v Chicagu, Muzeu umění ve Filadelfii, Clevelandském muzeu umění, Middlebury College Museum of Art, Muzeu J. Paula Gettyho v Los Angeles a Victoria and Albert Museum v Londýně.